# Bombay International
Bombay International — пригласительный снукерный турнир, проходивший в 1979 и 1980 году в Индии.
Это был первый профессиональный турнир, который проводился в Индии. В 1979 он проходил по групповой системе с участием шести снукеристов; в 1980 году чемпион определялся уже в отдельном матче (финале). Все игры проводились на «Бомбей Джимхане», стадионе для матчей по крикету.
Спонсором турнира выступила компания Gaware Paints.

## Победители
| Год  | Победитель   | Финалист      | Счёт | Приз победителю |
| ---- | ------------ | ------------- | ---- | --------------- |
| 1979 | Джон Спенсер | Деннис Тейлор | —    | £ 2 000         |
| 1980 | Джон Вирго   | Клифф Торбурн | 13:7 | £ 3 000         |